# Pohjola
Pour les articles homonymes, voir Pohjola (homonymie).
Pohjola est un lieu mythique dans la mythologie finnoise. Étymologiquement, le mot est dérivé de Pohja, « le Nord », et fait référence à l'ensemble des régions polaires. Dans le Kalevala, le Pohjola est le pays des Samis.

## Significations
Géographiquement, le Pohjola comprend une partie de la Laponie et le « Kainuu » (Kajanaland, Cajanie, également peuplé essentiellement de Samis).
Le Pohjola peut également être considéré comme un lieu purement mythique, la source du mal. Le froid et les maladies viendraient de ce Pohjola. C'est le pendant du Väinölä, la terre de Kalevala.

## Mythologie
Dans la mythologie, Louhi, une puissante sorcière règne sur le Pohjola. Le forgeron Ilmarinen forge pour elle le Sampo en échange de la main de sa fille. Le Sampo est une sorte de moulin qui apporte bonheur et abondance à celui qui le possède. D'autres personnages du Kalevala cherchent à obtenir la main de la fille de Pohjola. Il y a entre autres l'aventurier Lemminkäinen et Väinämöinen. Louhi leur demande de réaliser des miracles comme forger le Sampo, ou encore tuer le cygne de Tuonela.
Selon la mythologie finlandaise, les fondations du monde — les racines de l'arbre du monde — se trouvent dans le pays Pohjola.

## Dans la musique
Pohjola a inspiré au compositeur Jean Sibelius son poème symphonique La Fille de Pohjola op. 49 (1906).